# Leopold Van Esbroeck

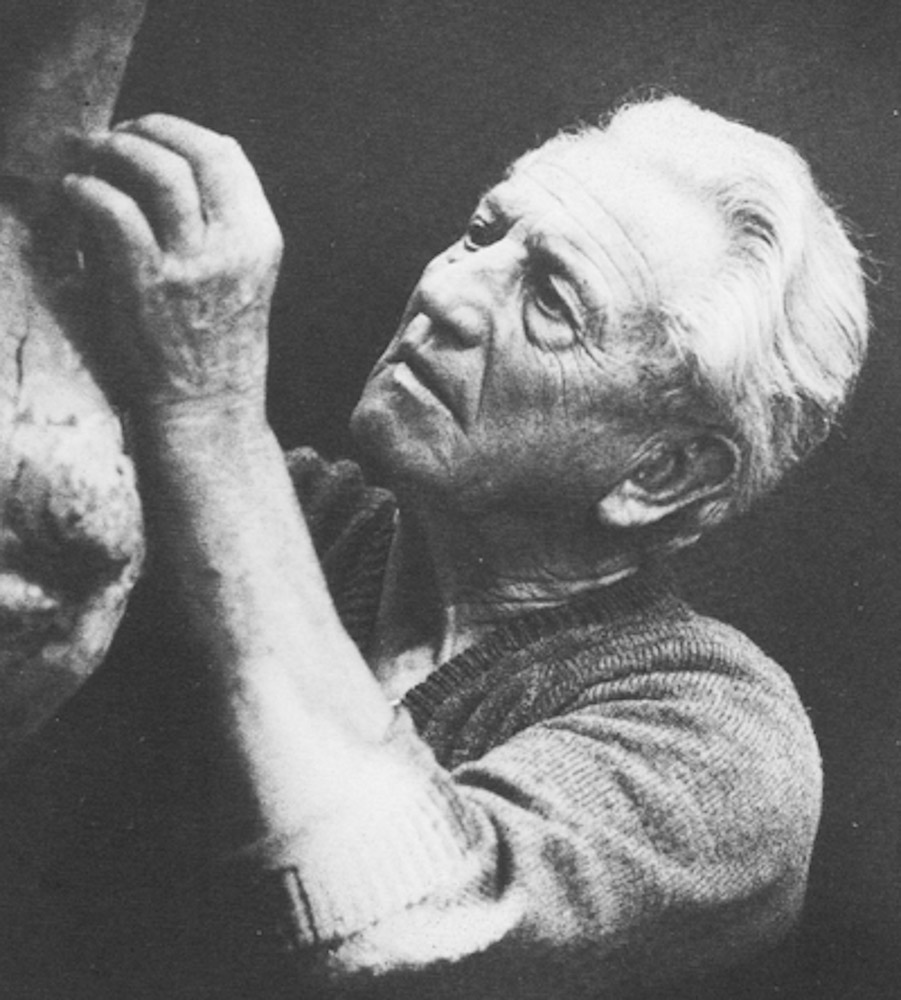
Leopold Van Esbroeck

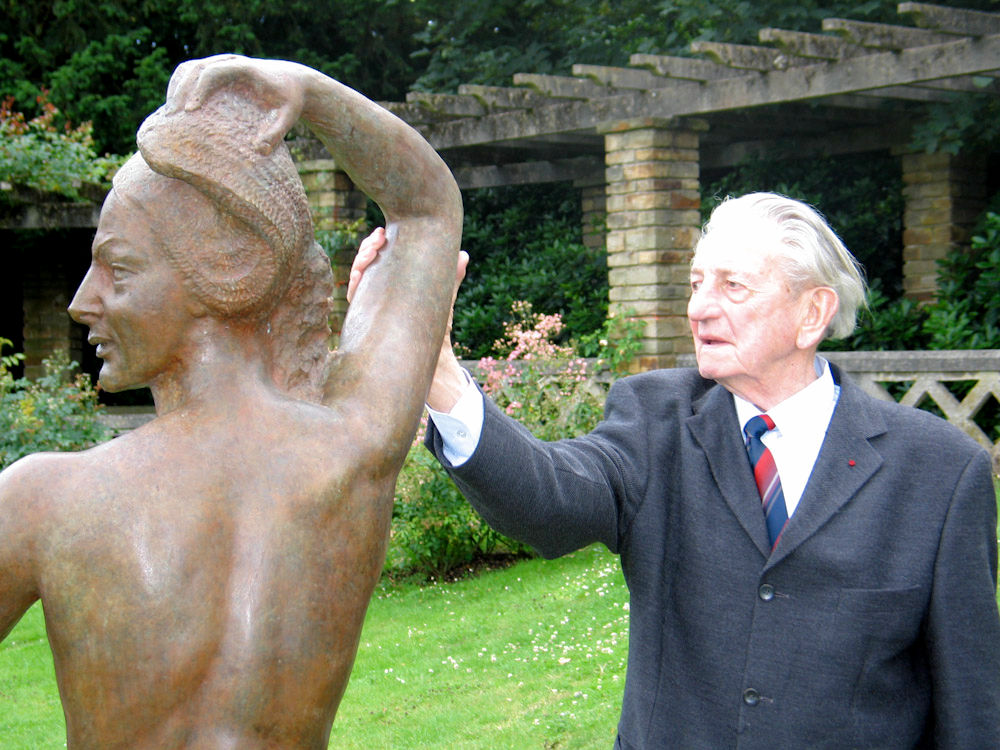
Leopold Van Esbroeck

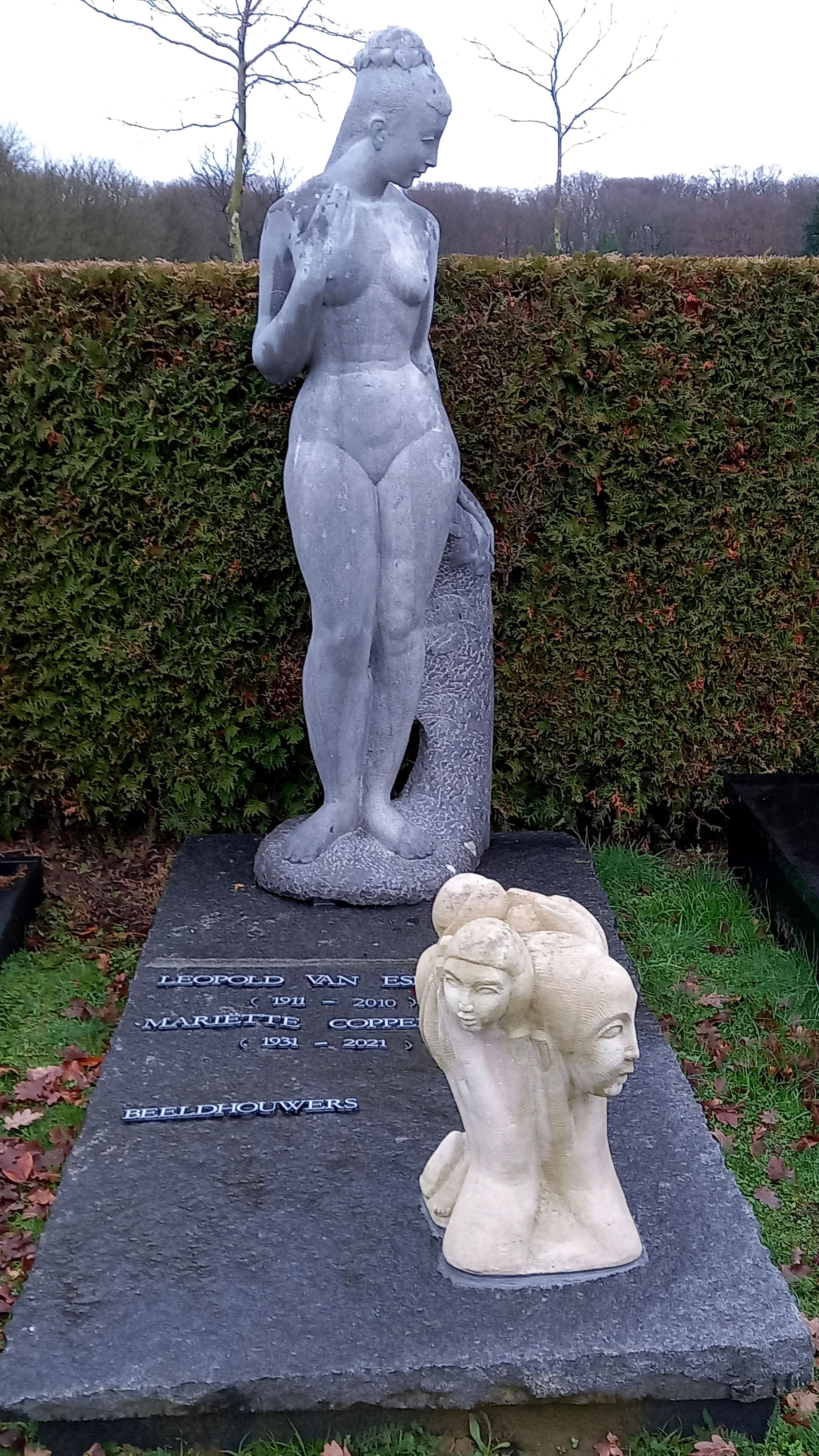
Grafsteen Schoonselhof

Leopold Van Esbroeck (Londerzeel, 14 december 1911 – Brasschaat, 27 juli 2010) was een Belgisch beeldhouwer en schilder.

## Biografie
Leopold "Pol" studeerde aan de Koninklijke Academie voor Schone Kunsten van Antwerpen en won er verscheidene prijzen. Na zijn studies werd hij professor aan de Academie, de jongste ooit.

Tijdens de oorlogsjaren stond Leopold Van Esbroeck in voor de restauratie van het Rubenshuis te Antwerpen en in 1964 – 1969 restaureerde hij de beelden van de Calvarieberg nabij de Sint-Pauluskerk te Antwerpen.

Leopold was getrouwd met de Vlaamse beeldhouwster Mariëtte Coppens. Samen sculpteerden ze de Lindeboom van Zoersel.

Hij beeldhouwde verschillende oorlogsmonumenten, een groot aantal borstbeelden, maakte praalwagens en schilderde. Zijn stijl van werken evolueerde van barok naar soberheid.
Leopold en Mariëtte liggen begraven in het ereperk van de kunstenaars in het Schoonselhof te Antwerpen. Op de deksteen staat een werk in arduin van hem, genaamd Het Zonnebloemmeisje (1973), en een werk van haar in vaurion claire, genaamd Gezin (1975).
Dochters Mieke en Diana (Coppens) openden in 2011 Het beeldenhuis Van Esbroeck-Coppens VZW, een museum in Zoersel, gewijd aan de werken van hun ouders.

## Werken
Een groot aantal van zijn beeldhouwwerken zijn te vinden over heel Vlaanderen en Brussel. 
- In Antwerpen vindt men onder andere het standbeeld moeder Netje, hoofdfiguur uit de roman Moeder, waarom leven wij? van Lode Zielens, naast de Sint-Andrieskerk en de Madonna op de Grote Markt.
- Zoersel: Gesculptuurde Lindeboom. De 800 jaar oude lindeboom van Zoersel werd in 1974 geveld en bewerkt door Leopold en Mariette. Leopold kerfde in de stam de geschiedenis van Zoersel in vijfentachtig figuren terwijl Mariette het verhaal van De Loteling van Hendrik Conscience in de takken beeldhouwde.[2]
- In de Calvarieberg (Antwerpen) maakte hij de volgende beelden : de pelikaan, Adam, een haan, het fronton met fakkelhond, Christus op het kruis, de twee watermannen, twee houten putti in de grot, het vagevuur en de pauw.

## Onderscheidingen
- Prijs Van Rome (beeldhouwkunst)
- Theodoor Van Lerius-prijs
- Ereprofessor aan de Koninklijke Academie voor Schone Kunsten van Antwerpen
- Officier in de Leopoldsorde
- Officier in de Kroonorde
- Ereburger van Klein-Brabant, Zoersel en Londerzeel

## Trivia
- Pol was de nonkel van zanger Dirk Van Esbroeck.